# Chiropterotriton mosaueri
Chiropterotriton mosaueri là một loài kỳ giông trong họ Plethodontidae.
Nó là loài đặc hữu của México. Môi trường sống tự nhiên của chúng là hang. Nó bị đe dọa do mất môi trường sống. Vào năm 2010, loài này đã được thấy lần đầu tiên kể từ khi mô tả vào năm 1941.